# 9397 Ломбарді
9397 Ломбарді (9397 Lombardi) — астероїд головного поясу, відкритий 6 вересня 1994 року.
Тіссеранів параметр щодо Юпітера — 3,439.